# Sandy Koufax
Sanford Koufax (/ˈkoʊfæks/; nascido Sanford Braun; 30 de dezembro de 1935) é um ex-jogador de beisebol que atuou como arremessador canhoto na Major League Baseball (MLB). Passou seus 12 anos de carreira jogando pelo Brooklyn/Los Angeles Dodgers, de 1955 até 1966. Koufax, aos 36 anos de idade, em 1972, se tornou o mais jovem jogador selecionado para o Hall of Fame.
O auge da carreira de Koufax foi de 1961 até 1966, antes da artrite em seu ombro esquerdo fazê-lo encerrar sua carreira prematuramente aos 30 anos de idade. Foi convocado seis vezes para o All-Star Game e foi o MVP da National League em 1963. Venceu o prêmio Cy Young Award em 1963, 1965 e 1966, por votação unânime, fazendo dele o primeiro vencedor do prêmio Cy Young por três vezes na história do beisebol. Koufax também venceu Tríplice Coroa entre arremessadores nos mesmos três anos, liderando a NL em vitórias, strikeouts e ERA.
Koufax foi o primeiro arremessador a conseguir quatro no-hitters e o oitavo a arremessar um jogo perfeito na história do beisebol. Apesar de sua carreira relativamente curta, os 2396 strikeouts de Koufax o colocam em 7º da história na época de sua aposentadoria, atrás apenas de Warren Spahn (2583) entre canhotos. Koufax, Randy Johnson, Pedro Martínez e Nolan Ryan são os únicos arremessadores eleitos para o Hall of Fame que tem mais strikeouts do que entradas arremessadas.
Koufax é também lembrado por ser um dos mais incríveis atletas judeus na história dos esportes americanos. Sua decisão de não arremessar no Jogo 1 da World Series de 1965, pois caía na data do Yom Kippur ganhou atenção nacional como um exemplo do conflito entre as pressões profissionais e crenças pessoais.

## Jogo perfeito
Em 9 de setembro de 1965, Koufax se tornou o sexto arremessador da era moderna, e oitavo no total, a arremessar um jogo perfeito, o primeiro por um canhoto desde 1880. O jogo foi o quarto no-hitter de Koufax, estabelecendo um recorde na Major League (subsequentemente quebrado por Nolan Ryan). Koufax eliminou por strike 14 rebatedores, na época o maior número em jogos perfeitos (agora empatado por Matt Cain). O jogo também teve uma apresentação de gala do arremessador adversário, Bob Hendley do Chicago Cubs. Hendley concedeu apenas uma rebatida e somente dois rebatedores alcançaram base. Ambos arremessadores tinham um no-hitter até a sétima entrada.
Este permanece como o único jogo de nove entradas das grandes ligas onde as equipes combinadas conseguiram apenas uma rebatida. A única corrida do jogo, anotada pelos Dodgers, foi uma corrida suja. A corrida dos  Dodgers foi anotada pelo rebatedor Lou Johnson da seguinte maneira: ganhou um walk, alcançou a segunda base em um bunt de sacríficio, roubou a terceira base e anotou a corrida quando a bola arremessada para eliminá-lo na terceira foi para longe do jogador do Cubs.

## Estatísticas na carreira
| W   | L  | ERA  | G   | GS  | CG  | SHO | SV | IP     | H     | R   | ER  | HR  | BB  | SO   | HBP | WP | BF   | WHIP  | ERA+ |
| --- | -- | ---- | --- | --- | --- | --- | -- | ------ | ----- | --- | --- | --- | --- | ---- | --- | -- | ---- | ----- | ---- |
| 165 | 87 | 2.76 | 399 | 314 | 137 | 40  | 9  | 2324.1 | 1,754 | 806 | 713 | 204 | 817 | 2396 | 18  | 87 | 9497 | 1.106 | 131  |

## Artigos e livros consultados
- Boswell, Thomas (1982). «Koufax: Passing the Art Along». How Life Imitates the World Series. New York: Penguin Books. pp. 50–55
- Faber, Charles F. (2010). Major League Careers Cut Short: Leading Players Gone by 30. Jefferson, North Carolina: McFarland & Company. ISBN 0786462094
- Edward Gruver (2000). Koufax. [S.l.]: Taylor Trade Publishing. ISBN 0-87833-157-3
- Bill James (1988). The Bill James Baseball Abstract 1988. New York: Ballantine Books. ISBN 0-345-35171-1
- Roger Kahn (2014). Rickey & Robinson: The True, Untold Story of the Integration of Baseball. New York: Rodale, Inc. ISBN 978-1-62336-297-3
- Sandy Koufax; Ed Linn (1966). Koufax. New York: Viking Press
- Jane Leavy (2003). Sandy Koufax: A Lefty's Legacy. [S.l.]: Perennial. ISBN 0-06-019533-9
- Rob Neyer (2006). Rob Neyer's Big Book of Baseball Blunders: A Complete Guide to the Worst Decisions and Stupidest Moments in Baseball History. New York: Simon & Schuster. ISBN 978-0-7432-8491-2
- Neyer, Rob; James, Bill (2004). The Neyer/James Guide to Pitchers. New York: Simon & Schuster. ISBN 0-7432-6158-5
- David Pietrusza, Matthew Silverman & Michael Gershman, ed. (2000). Baseball: The Biographical Encyclopedia. Total/Sports Illustrated.
- The Baseball Chronicle: Year-By-Year History of Major League Baseball. Lincolnwood, Illinois: Publications International, Ltd. 2001. ISBN 978-0-7853-5803-9
- «Sandy Koufax Biography». Baseball Hall of Fame. Consultado em 21 de junho de 2008. Cópia arquivada em 20 de fevereiro de 2008
- «Sandy Koufax Career Statistics». Baseball-Reference.com. Consultado em 24 de maio de 2005
- «Sandy Koufax Biography». ESPN SportsCentury. Consultado em 24 de maio de 2005

## Leitura adiucional
- Jews and Baseball: The Post-Greenberg Years, 1949–2008, Burton Alan Boxerman, Benita W. Boxerman, McFarland, 2010, ISBN 0-7864-2828-7
- The Baseball Talmud: The Definitive Position-by-Position Ranking of Baseball's Chosen Players, Howard Megdal, Collins, 2009, ISBN 0-06-155843-5
- The New Big Book of Jewish Baseball: An Illustrated Encyclopedia & Anecdotal History, Peter S. Horvitz, Joachim Horvitz, Perseus Distribution Services, 2007, ISBN 1-56171-821-1
- Jews and Baseball: Entering the American mainstream, 1871–1948, Burton Alan Boxerman, Benita W. Boxerman, McFarland, 2006, ISBN 0-7864-2828-7
- The Big Book of Jewish Baseball: An Illustrated Encyclopedia & Anecdotal History, Peter S. Horvitz, Joachim Horvitz, SP Books, 2001, ISBN 1-56171-973-0
- The Jewish Baseball Hall of Fame: a Who's Who of Baseball Stars, Erwin Lynn, Shapolsky Publishers, 1986, ISBN 0-933503-17-2
- Jewish Baseball Stars, Harold Uriel Ribalow, Meir Z. Ribalow, Hippocrene Books, 1984, ISBN 0-88254-898-0
- "Sandy Koufax: Pitcher Nonpareil and Perfect Gentleman". In American Jews and America's Game: Voices of a Growing Legacy in Baseball, Larry Ruttman, University of Nebraska Press, 2013, ISBN 978-0-8032-6475-5. This chapter in Ruttman's history discusses Koufax's American, Jewish, baseball, and life experiences from youth to the present.